# Apamea palliderufa
Apamea palliderufa är en fjärilsart som beskrevs av Embrik Strand 1921. Apamea palliderufa ingår i släktet Apamea och familjen nattflyn. Inga underarter finns listade i Catalogue of Life.